# 河內長野市
河内長野市（日语：／ Kawachinagano shi */?）是位於日本大阪府東南部的城市。轄區南部為和泉山脈，與奈良縣和和歌山縣相鄰，此區域也被稱為奧河內，擁有多個具有歷史的觀光景點，此區域也已被劃入金剛生駒紀泉國定公園。境內約七成區域為山林地，主要市區位於北部的平原，屬於近畿平原的一部分，石川及石見川自南部山區向北流入平原區域。
由於當地大部分为砂岩地带，土壤肥沃且和温暖湿润的内陆性气候适合种植稻米、蔬菜和果树。也由於河內長野市擁有豐富的山林資源，自19世紀末以來牙签產業非常發達，極盛時全日本的牙签中約有95%是產自本市。
本市的主要產要包括从明治时代就开始的牙签製造、铸造业及釀酒。

## 人口
| 河內長野市人口分布圖 |                                                   |  |
| 河內長野市與日本全國年齡別人口分布比較圖 （2005年資料） | 河內長野市的年齡、男女別人口分布圖 （2005年資料） |  |
| ■紫色是河內長野市 ■綠色是全国 | ■藍色是男性 ■紅色是女性                           |  |
| 河內長野市人口變化 \| 1970年 \| 51,994人 \| \| \| 1975年 \| 66,936人 \| \| \| 1980年 \| 78,572人 \| \| \| 1985年 \| 91,313人 \| \| \| 1990年 \| 108,767人 \| \| \| 1995年 \| 117,082人 \| \| \| 2000年 \| 121,008人 \| \| \| 2005年 \| 117,239人 \| \| \| 2010年 \| 112,490人 \| \| \| 2015年 \| 106,987人 \| \| \| 2020年 \| 101,692人 \| \| |                                                   |  |
| 資料來源：日本總務省統計中心提供之人口普查數據 |                                                   |  |
| 1970年 | 51,994人                                          |  |
| 1975年 | 66,936人                                          |  |
| 1980年 | 78,572人                                          |  |
| 1985年 | 91,313人                                          |  |
| 1990年 | 108,767人                                         |  |
| 1995年 | 117,082人                                         |  |
| 2000年 | 121,008人                                         |  |
| 2005年 | 117,239人                                         |  |
| 2010年 | 112,490人                                         |  |
| 2015年 | 106,987人                                         |  |
| 2020年 | 101,692人                                         |  |

## 历史
現在的河內長野市範圍在4世紀到7世紀期間，曾經是移民至日本的渡來人被分配居住的區域，7世紀時渡來人的後裔遣隋使高向玄理即出生於本地。在令制國時代，此地被劃屬於河內國錦部郡。
14世紀初的武將楠木正成主要活躍於河內國，曾在此興建了烏帽子形城，其最終的墓所也位於本地的觀心寺。17世紀江戶時代後，此區域大部分區域成為膳所藩領地，1679年從膳所藩分出在此地的部分區域設立西代藩，但西代藩二代藩主在1732年被轉封神戶藩，也因此此後在此地也有部分區域為神戶藩的領地。此外，在江戶時代結束時，此地也有部分區域屬於狹山藩、幕府直屬領或是旗本領地。
江戶時代末期，1863年發生天誅組之變時，本地也有多人加入天誅組；明治維新後，此地曾先後分屬大坂裁判所司農局、大阪府司農局、大阪府南司農局、河內縣、堺縣、五條縣、膳所縣、神戶縣，直到1871年才全數被整併至堺縣內，但在1881年又再次被併入大阪府。
1889年實施町村制，現在的河內長野市轄區在當時分屬市新野村、長野村、天野村、高向村、三日市村、加賀田村、天見村共8個行政區劃。其中位於現今河內長野市主要市區的長野村在1910年改制為長野町，1940年天野村和
由市新野村改名的千代田村先被併入長野町，1954年長野町再與三日市村、川上村、天見村、加賀田村、高向村合併，但由於當時在長野縣已有長野市存在，因此合併後的城市名稱冠上舊國名「河內」，成為河內長野市。
1960年代後，由於轄內規劃了大量的新市鎮，逐漸發展為大阪市的衛星城市。
2007年與跟河内长野市邻接的千早赤阪村曾由于陷入财政困境，提出與河内长野市合并的計畫，但最終在2008年由於千早赤阪村內部意見未能一致而未能完成合併。

### 變遷表
| 1889年4月1日 | 1889年 - 1926年             | 1926年 - 1944年           | 1945年 - 1954年         | 1955年 - 1988年         | 1989年 - 現在           | 現在                    |
| ------------ | --------------------------- | ------------------------- | ----------------------- | ----------------------- | ----------------------- | ----------------------- |
| 長野村       | 1910年9月1日 長野町         | 1940年6月1日 合併為長野町 | 1954年4月1日 河內長野市 | 1954年4月1日 河內長野市 | 1954年4月1日 河內長野市 | 1954年4月1日 河內長野市 |
| 天野村       |                             | 1940年6月1日 合併為長野町 | 1954年4月1日 河內長野市 | 1954年4月1日 河內長野市 | 1954年4月1日 河內長野市 | 1954年4月1日 河內長野市 |
| 市新野村     | 1916年4月1日 改名為千代田村 | 1940年6月1日 合併為長野町 | 1954年4月1日 河內長野市 | 1954年4月1日 河內長野市 | 1954年4月1日 河內長野市 | 1954年4月1日 河內長野市 |
| 高向村       |                             |                           | 1954年4月1日 河內長野市 | 1954年4月1日 河內長野市 | 1954年4月1日 河內長野市 | 1954年4月1日 河內長野市 |
| 三日市村     |                             |                           | 1954年4月1日 河內長野市 | 1954年4月1日 河內長野市 | 1954年4月1日 河內長野市 | 1954年4月1日 河內長野市 |
| 加賀田村     |                             |                           | 1954年4月1日 河內長野市 | 1954年4月1日 河內長野市 | 1954年4月1日 河內長野市 | 1954年4月1日 河內長野市 |
| 天見村       |                             |                           | 1954年4月1日 河內長野市 | 1954年4月1日 河內長野市 | 1954年4月1日 河內長野市 | 1954年4月1日 河內長野市 |
| 川上村       |                             |                           | 1954年4月1日 河內長野市 | 1954年4月1日 河內長野市 | 1954年4月1日 河內長野市 | 1954年4月1日 河內長野市 |

## 行政

### 歷任市長
| 屆 | 名稱       | 任期            | 當選次數 |
| -- | ---------- | --------------- | -------- |
| 1  | 小柴竹虎   | 1954年 - 1966年 | 3任      |
| 2  | 井上喜代一 | 1966年 - 1980年 | 4任      |
| 3  | 東武       | 1980年 - 1996年 | 4任      |
| 4  | 橋上義孝   | 1996年 - 2008年 | 3任      |
| 5  | 芝田啓治   | 2008年 - 2016年 | 2任      |
| 6  | 島田智明   | 2016年 - 2024年 | 2任      |
| 7  | 西野修平   | 2024年 - 現任   |          |

## 交通
轄內主要車站為位於北部主要市區內的河內長野車站，南海電氣鐵道高野線及近畿日本鐵道長野線在此交會，往北約30至45分鐘車程時間即可進入大阪市、堺市及其他大阪府北部主要城市，往南可至著名的參拜地高野山；从关西国际机场搭乘机场巴士約1小时可抵達河内长野站。JR的路線未通過此市。
轄內沒有高速公路通過，而市內主要客運路線則由南海巴士經營。

### 铁路
- 南海电气铁道
  -  高野线：（←富田林市） - 千代田站 - 河内长野站 - 三日市町站 - 美加之台站 - 千早口站 - 天见站 - （橋本市→）
- 近畿日本铁道
  -  長野線：（←富田林市） - 汐之宫站 - 河内长野站

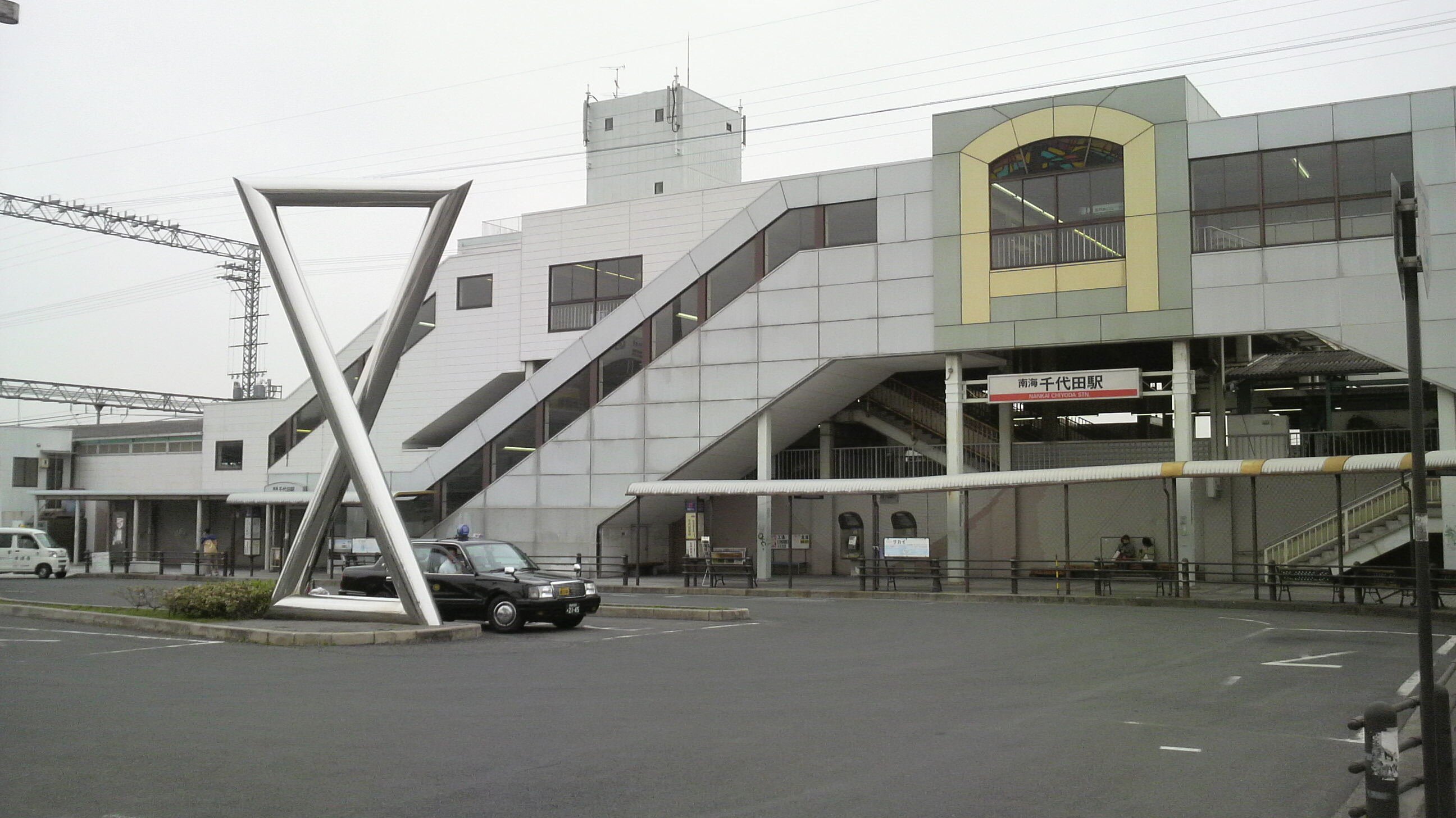
千代田車站
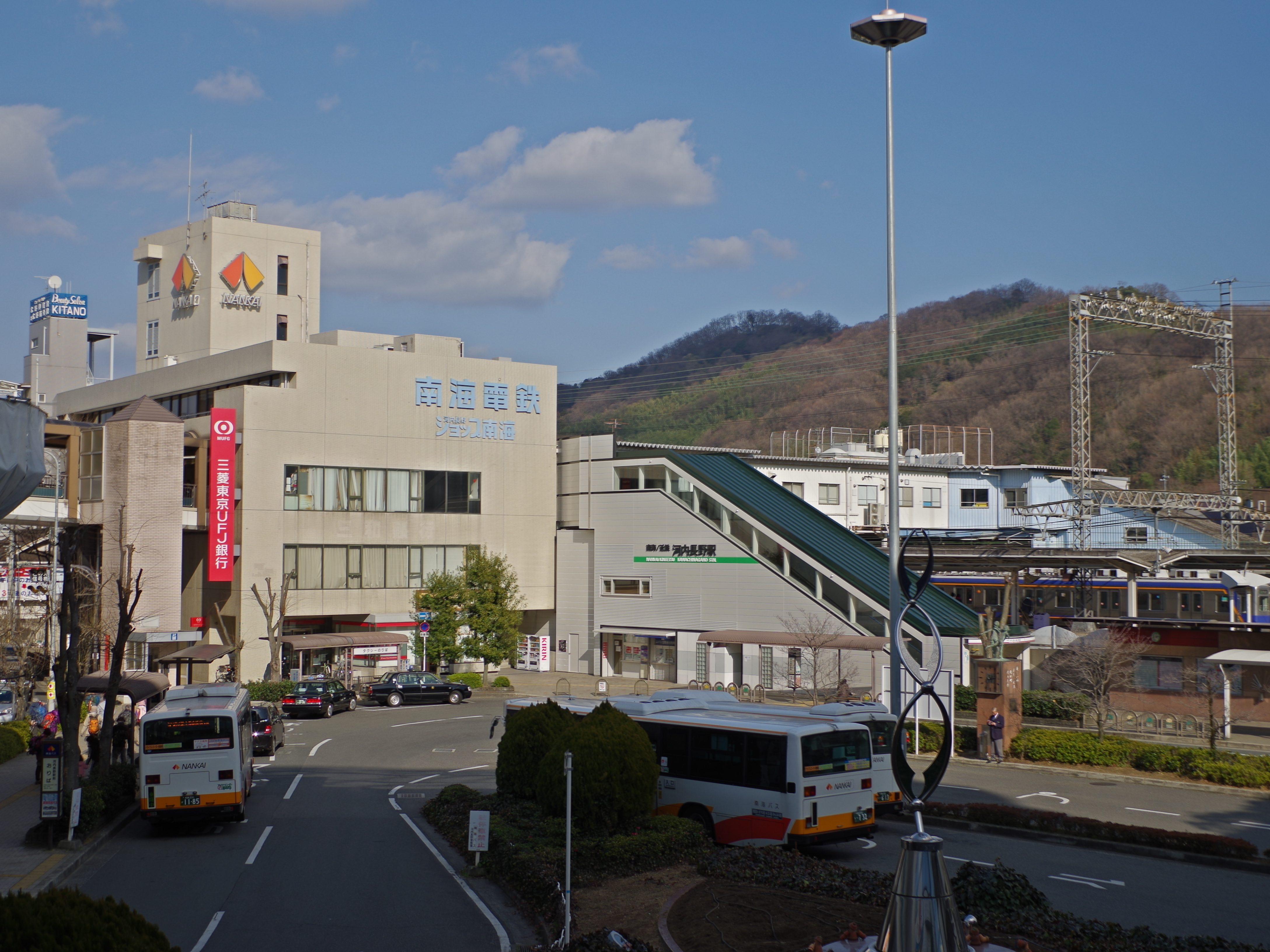
河内长野車站
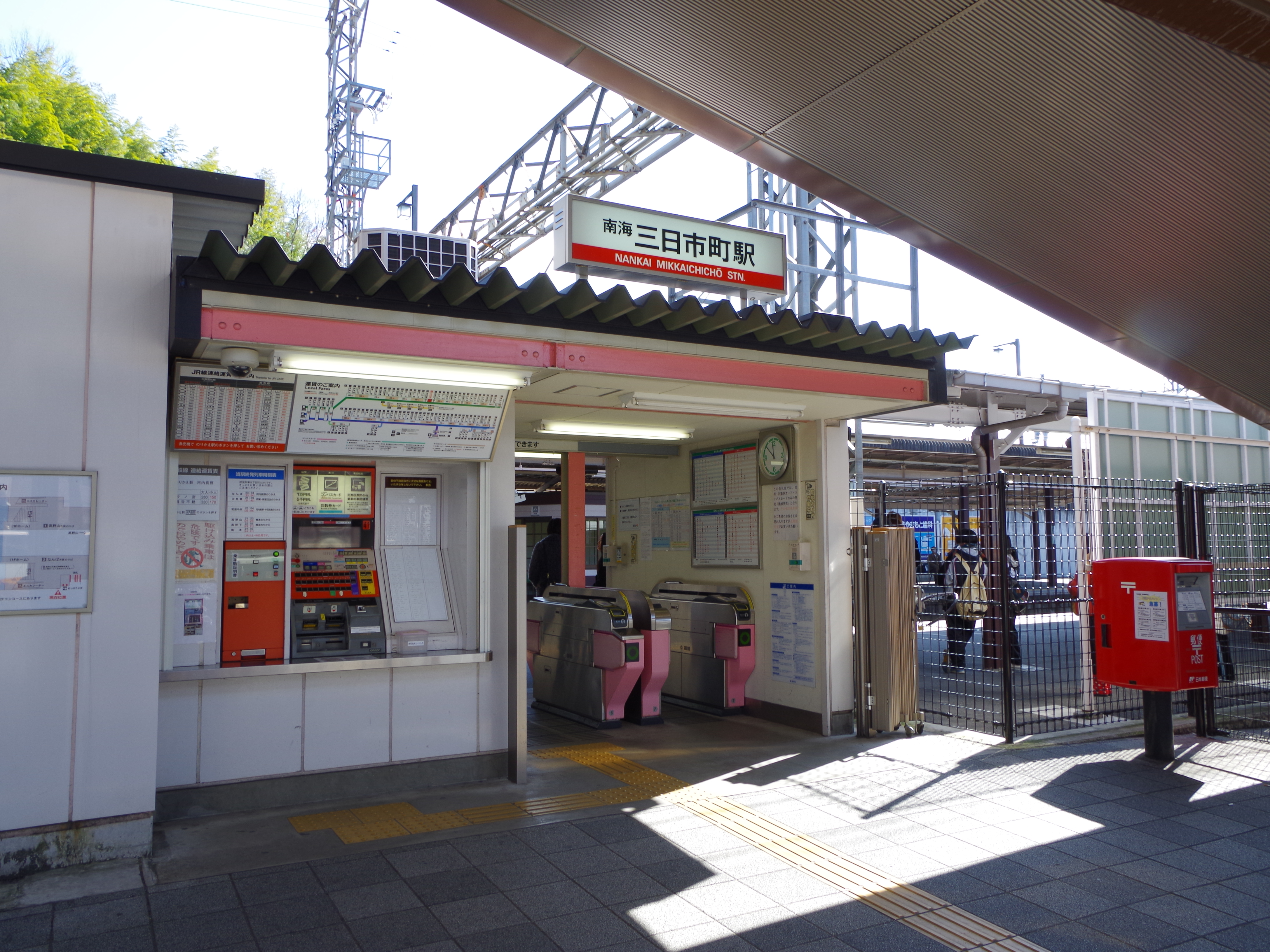
三日市町車站
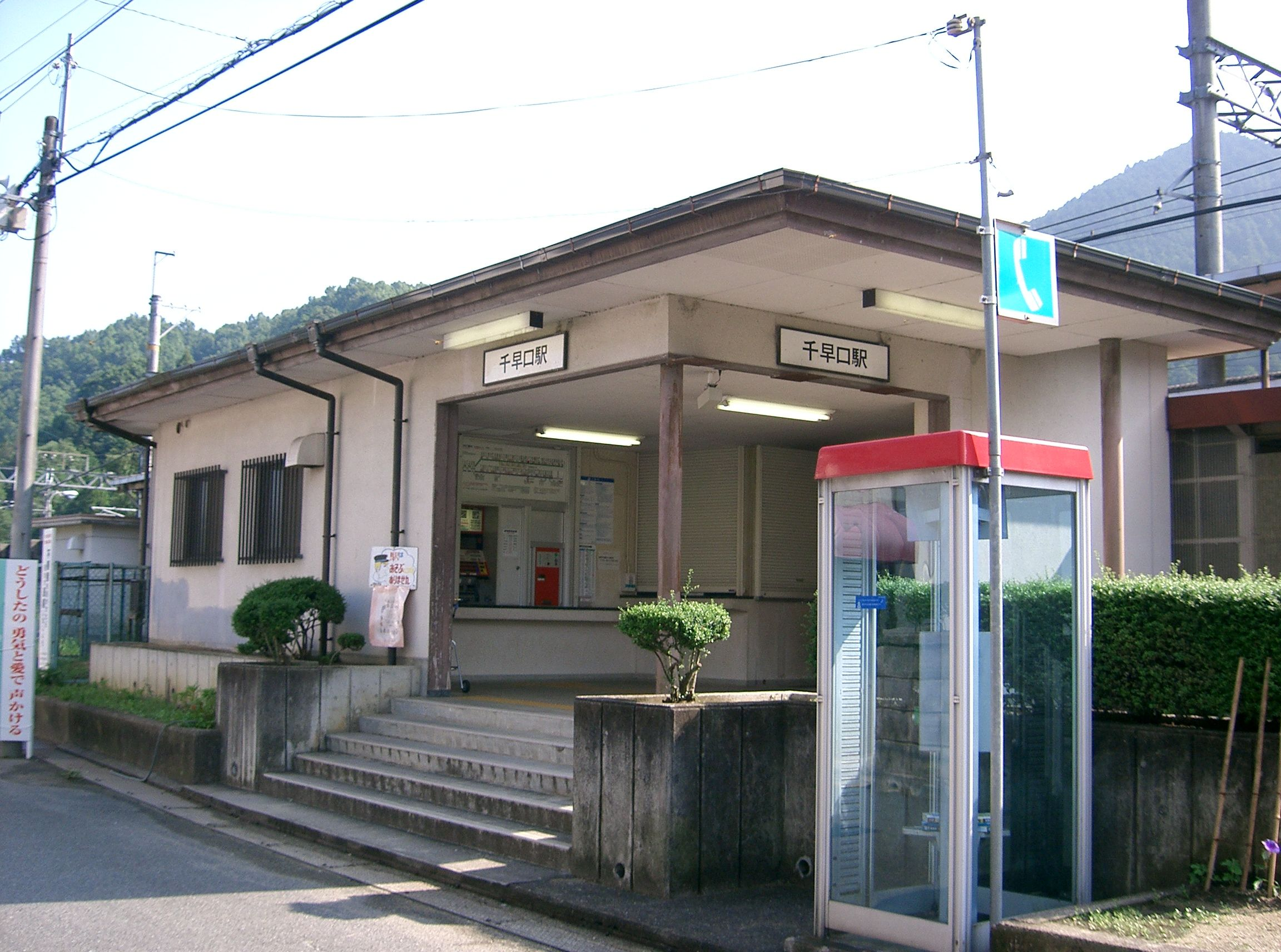
千早口車站
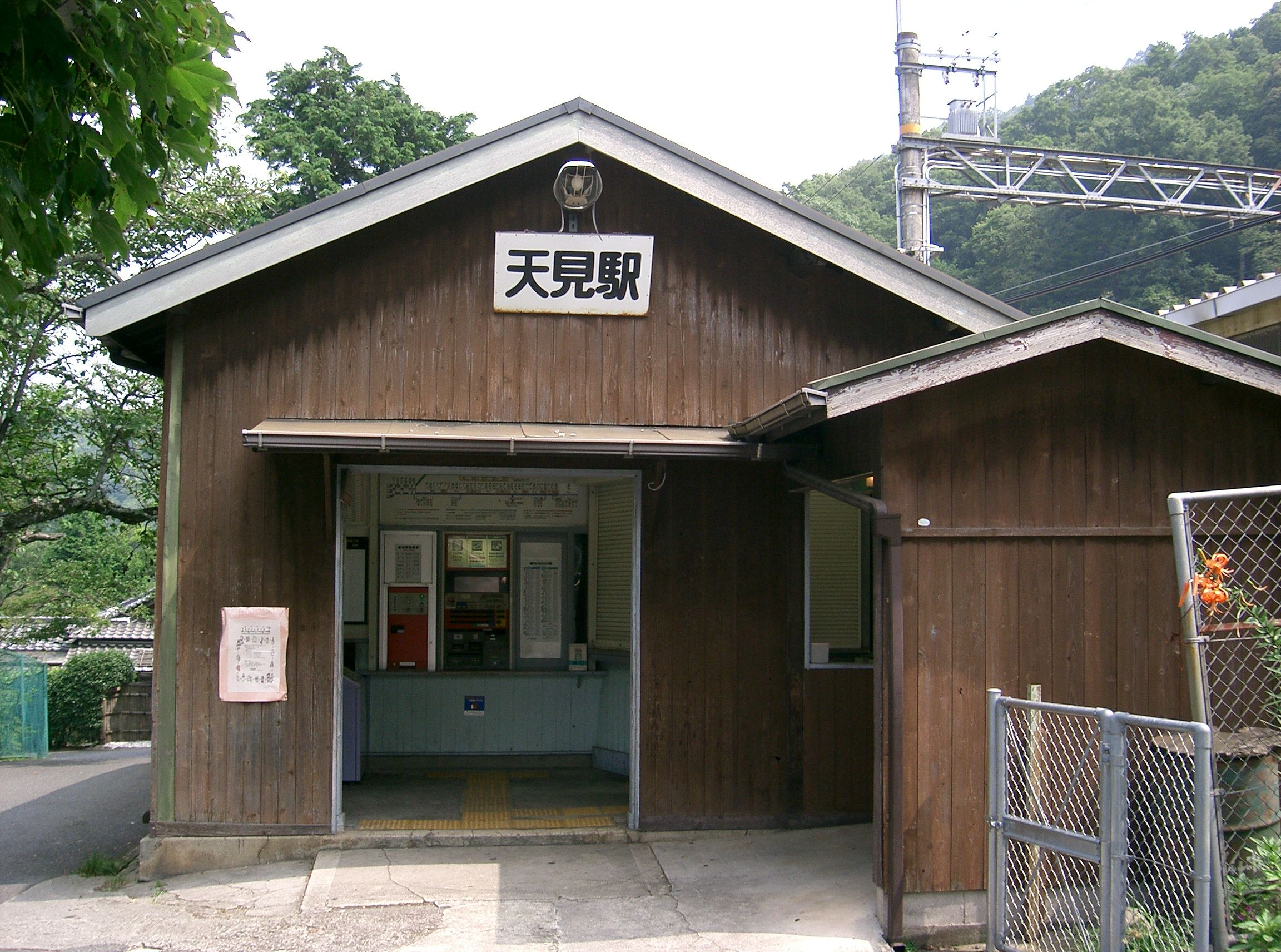
天见車站
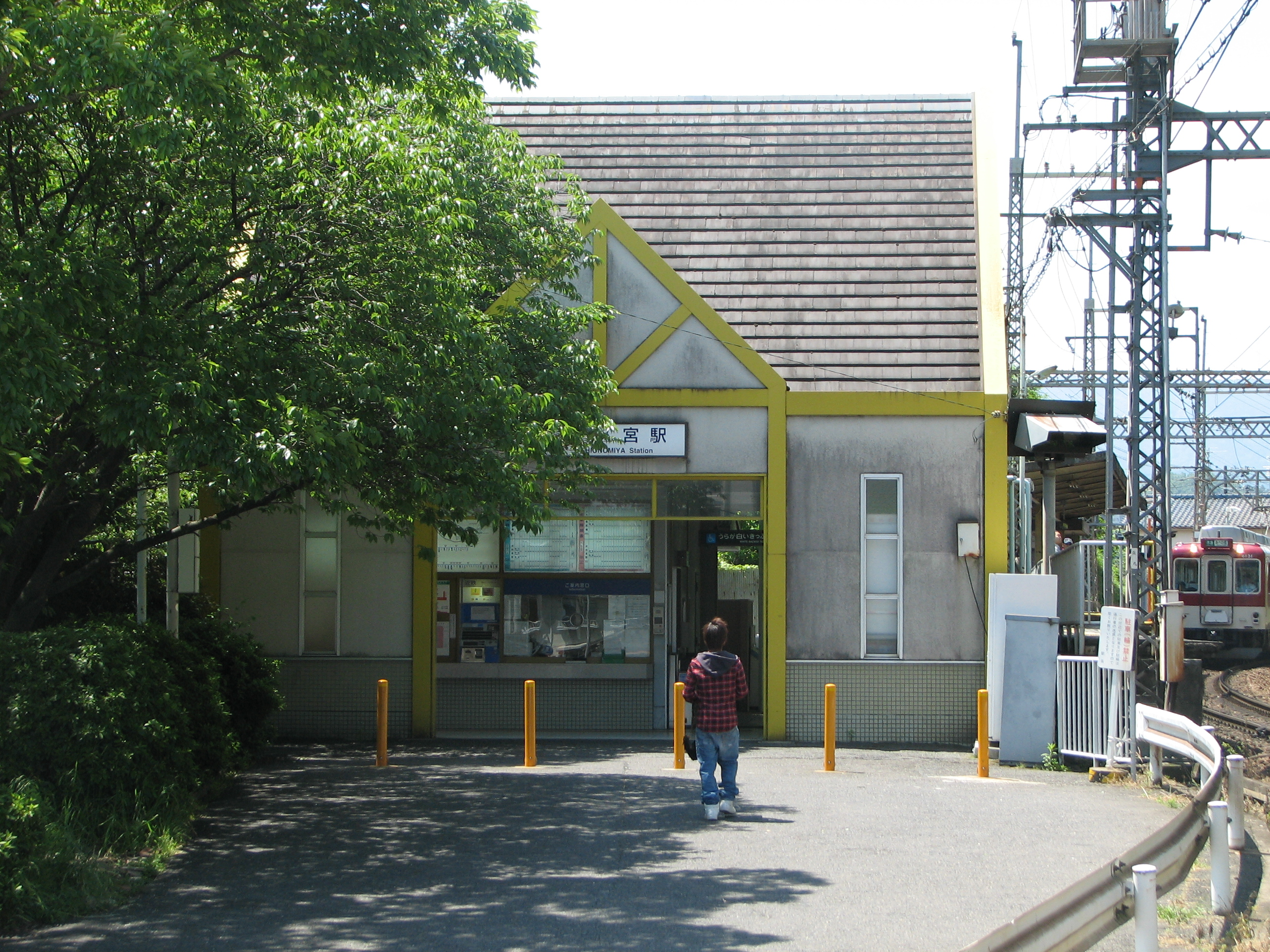
汐之宫車站

## 觀光資源

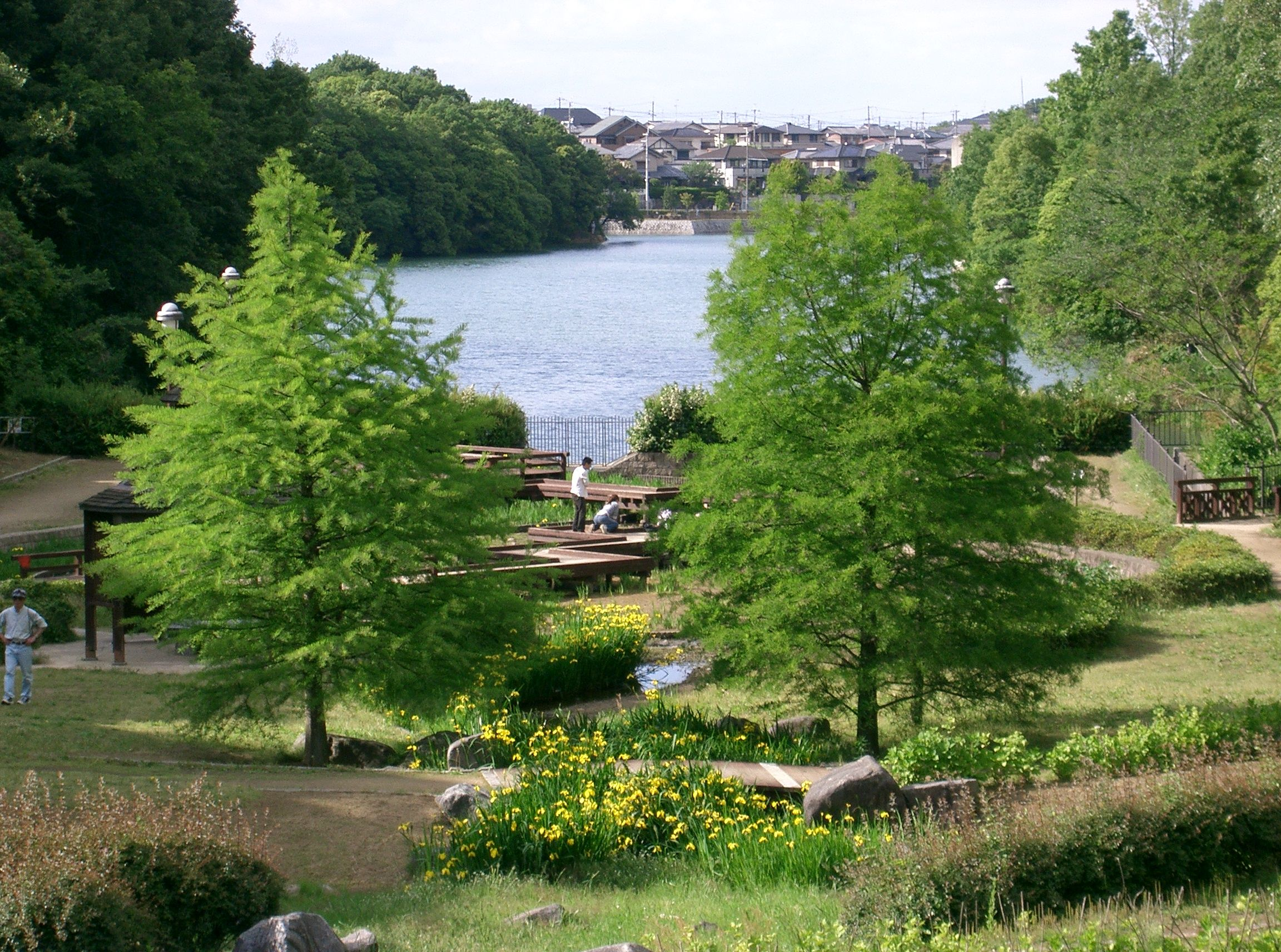
寺池公園

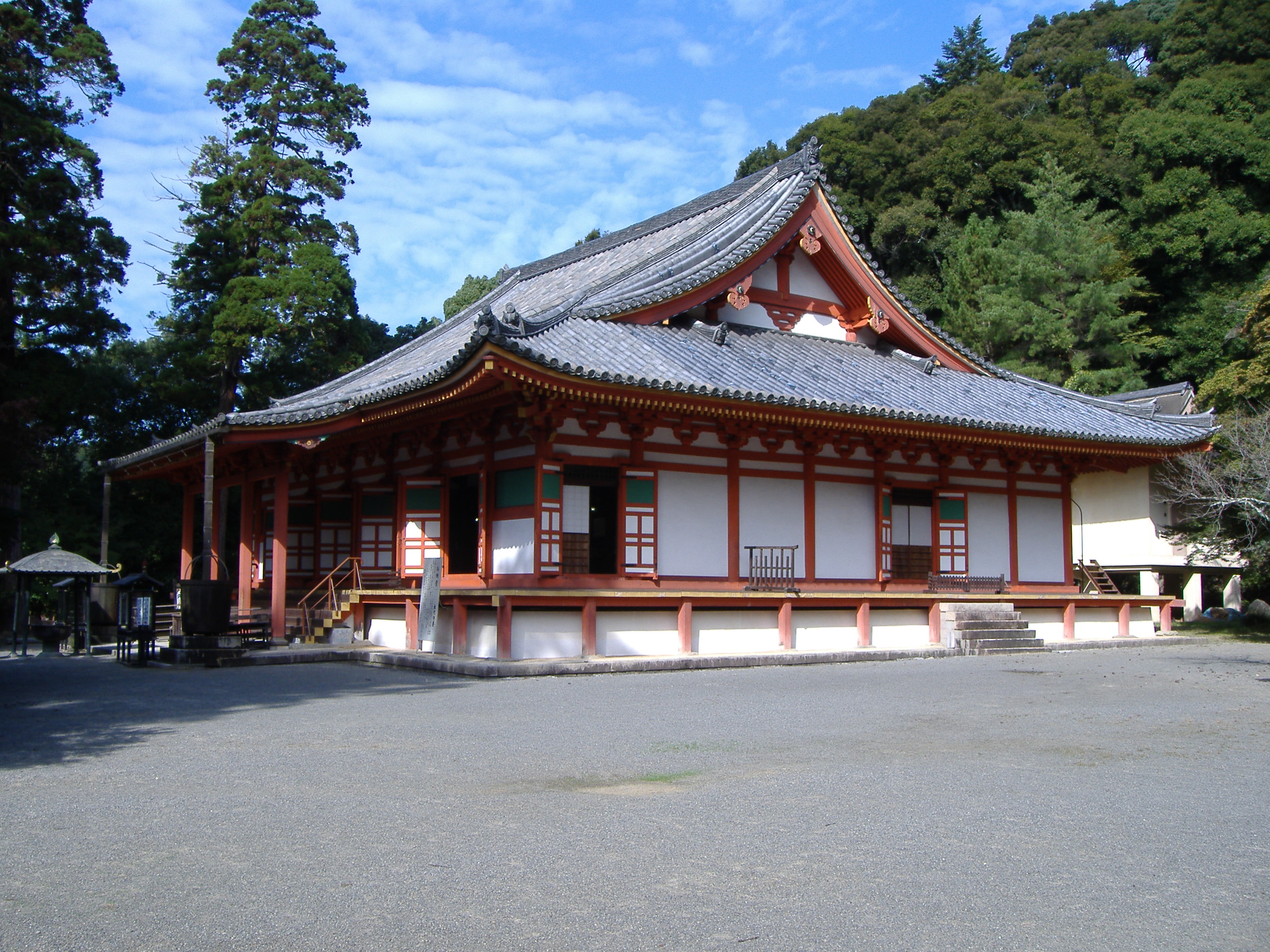
観心寺

過去由於位於前往高野山參拜的路途，擁有許多自8世紀留存至今的歷史古蹟，同時南部的山區也結合了這些歷史、自然景觀資源，積極以奧河內之名發展觀光。
- 瀧畑四十八瀑布（日语：滝畑四十八滝）
- 岩湧山（日语：岩湧山）
- 天見溫泉（日语：天見温泉）
- 長野溫泉（日语：長野温泉）
- 觀心寺
- 金剛寺（日语：金剛寺 (河内長野市)）
- 延命寺（日语：延命寺 (河内長野市)）
- 大阪府立花之文化園（日语：大阪府立花の文化園）

## 姊妹、友好城市

### 海外
- 卡梅尔（美國印第安纳州漢密爾頓郡）
卡梅爾是人口约50,000人的小城市，為印地安纳州首府印第安納波利斯的衛星城鎮，兩地於1994年4月8日缔结为友好城市。

## 本地出身的名人
- 谷村新司：歌手兼词曲作者
- 樋井明日香：歌手
- 藤井拓郎：游泳运动员
- 丹羽大輝：足球選手
- Hato Popoko：漫畫家
- 吉村洋文：政治人物，曾任眾議院議員，現任大阪市市長

### 与该市有渊源的名人
- 伊东美咲：模特、演员，毕业于本地的大阪千代田短期大学

## 关联项目
- 奧河內（日语：奥河内）
- 河內長野市的新市鎮（日语：河内長野市のニュータウン）